# Dmitrij Svatkovskij
Dmitrij Valer'evič Svatkovskij (in russo Дмитрий Валерьевич Сватковский?; Mosca, 27 novembre 1971) è un ex pentatleta russo.
È il marito della ginnasta Oksana Skaldina.

## Palmarès
In carriera ha conseguito i seguenti risultati:
Per la  Squadra Unificata
- Giochi olimpici:

Barcellona 1992: argento nel pentathlon moderno a squadre.
Per la  Russia
- Giochi olimpici:

Sydney 2000: oro nel pentathlon moderno individuale.
- Mondiali:

Sheffield 1994: oro nel pentathlon moderno individuale e bronzo staffetta a squadre.
Basilea 1995: oro nel pentathlon moderno individuale.
Sofia 1997: argento nel pentathlon moderno individuale e bronzo a squadre.
Budapest 1999: bronzo nel pentathlon moderno individuale.
- Europei

Székesfehérvár 1997: oro nel pentathlon moderno a squadre ed individuale.